# Apis (rei)
Segons la mitologia grega, Apis (en grec antic Άπις), va ser un rei d'Argos, fill de Foroneu i de la nimfa Telèdice, (o de vegades de la nimfa Cerdo) i net d'Ínac.
Segons la versió més acceptada, va regnar despòticament sobre tot el Peloponès que havia heretat del seu pare, fins que fou mort per Etol, l'heroi epònim d'Etòlia, o segons una altra versió, per Tèlxion i Telquis. Va ser divinitzat i adorat amb el nom de Sarapis.
Èsquil explica que Apis va ser un metge-profeta, fill d'Apol·lo, que va arribar a Naupacte per tal de purificar el Peloponès. Pausànias transmet una altra versió: fa d'Apis el fill de Telquis de Sició i el pare de Tèlxion. Com en la versió anterior, Apis va regnar sobre tot el Peloponès.